# Vuohisaari (ö i Södra Savolax, S:t Michel, lat 61,54, long 26,73)
Vuohisaari är en ö i Finland. Den ligger i sjön Tuusjärvi och i kommunen Mäntyharju i den ekonomiska regionen  S:t Michel och landskapet Södra Savolax, i den södra delen av landet, 180 km nordost om huvudstaden Helsingfors. Öns area är 4,1 hektar och dess största längd är 360 meter i nord-sydlig riktning.